# Forheim
Forheim település Németországban, azon belül Bajorországban. Lakosainak száma 536 fő (2023. december 31.).

## Népesség
A település népessége az elmúlt években az alábbi módon változott:
| Lakosok száma | 624  | 336  | 574  | 569  | 572  | 565  | 566  | 564  | 540  | 536  |
|               | 1970 | 1975 | 2011 | 2012 | 2014 | 2015 | 2017 | 2019 | 2022 | 2023 |